# Роппонет, Георгий Николаевич
Георгий (Юрий) Николаевич Роппонет (Раппонет) (26 ноября [8 декабря] 1880, Житомир — 1939, Астакос) — русский офицер, герой Первой мировой войны, полковник Корниловской артиллерийской бригады.

## Биография
Родился в Житомире. Сын подполковника Николая Алексеевича Роппонета.
Окончил Владимирский Киевский кадетский корпус (1900) и Михайловское артиллерийское училище по 1-му разряду (1902), откуда выпущен был подпоручиком в 11-ю артиллерийскую бригаду.
Участвовал в Русско-японской войне. 22 октября 1904 года командирован в распоряжение инспектора артиллерии Маньчжурской армии. 15 декабря 1904 года был прикомандирован к 31-й артиллерийской бригаде, а 16 марта 1905 года переведен в названную бригаду. За боевые отличия был награждён тремя орденами, в том числе орденом Св. Анны 4-й степени с надписью «за храбрость». Произведен в поручики 21 августа 1905 года, в штабс-капитаны — 1 сентября 1909 года.
13 августа 1910 года переведен в 10-й мортирный артиллерийский дивизион, с которым и вступил в Первую мировую войну. Был пожалован Георгиевским оружием
За то, что 23 февраля 1915 г., в бою у д. Сташовка, находясь на передовом наблюдательном пункте в сфере действительного артиллерийского и ружейного огня с явной опасностью для жизни, в течение всего боя вел стрельбу своего взвода и сверх того давал точные указания для корректирования стрельбы 5-й и 6-й батарей, входивших в тот же дивизион, благодаря чему все атаки неприятеля были отбиты с громадным для него уроном.
На 20 ноября 1915 года — капитан 10-го мортирного артиллерийского дивизиона. Произведен в подполковники 5 мая 1917 года, со старшинством с 19 июня 1916 года и с назначением командиром 3-й батареи того же дивизиона. Позднее был назначен командиром батареи в 31-ю артиллерийскую бригаду и произведен в полковники.
В Гражданскую войну участвовал в Белом движении на Юге России. Служил в 1-й артиллерийской бригаде ВСЮР. С 4 апреля 1919 года был назначен командиром 3-го дивизиона той же бригады, а после переформирования 1-й пехотной дивизии — командиром 3-го дивизиона Корниловской артиллерийской бригады. В Русской армии — в той же бригаде до эвакуации Крыма. Галлиполиец. Был председателем суда чести Корниловской артиллерийской бригады и членом Орденской Николаевской думы. Осенью 1925 года — в Болгарии, в 1925—1931 годах — командир Корниловского артиллерийского дивизиона.
В эмиграции в Греции. Умер в 1939 году близ Астакоса. Точное место захоронения неизвестно.

## Награды
- Орден Святого Станислава 3-й ст. с мечами и бантом (2.07.1905)
- Орден Святой Анны 4-й ст. с надписью «за храбрость» (ВП 13.04.1906)
- Орден Святого Станислава 2-й ст. с мечами (ВП 29.10.1906)
- Орден Святой Анны 3-й ст. с мечами и бантом (ВП 7.01.1907)
- Орден Святого Владимира 4-й ст. с мечами и бантом (ВП 8.02.1915)
- Орден Святой Анны 2-й ст. с мечами (ВП 16.03.1915)
- Георгиевское оружие (ВП 20.11.1915)
- Высочайшее благоволение «за отличия в делах против неприятеля» (ВП 14.10.1916)
- Орден Святителя Николая Чудотворца (Приказ Главнокомандующего № 500, 31 октября 1921)